# 彼得·奥扎罗夫斯基

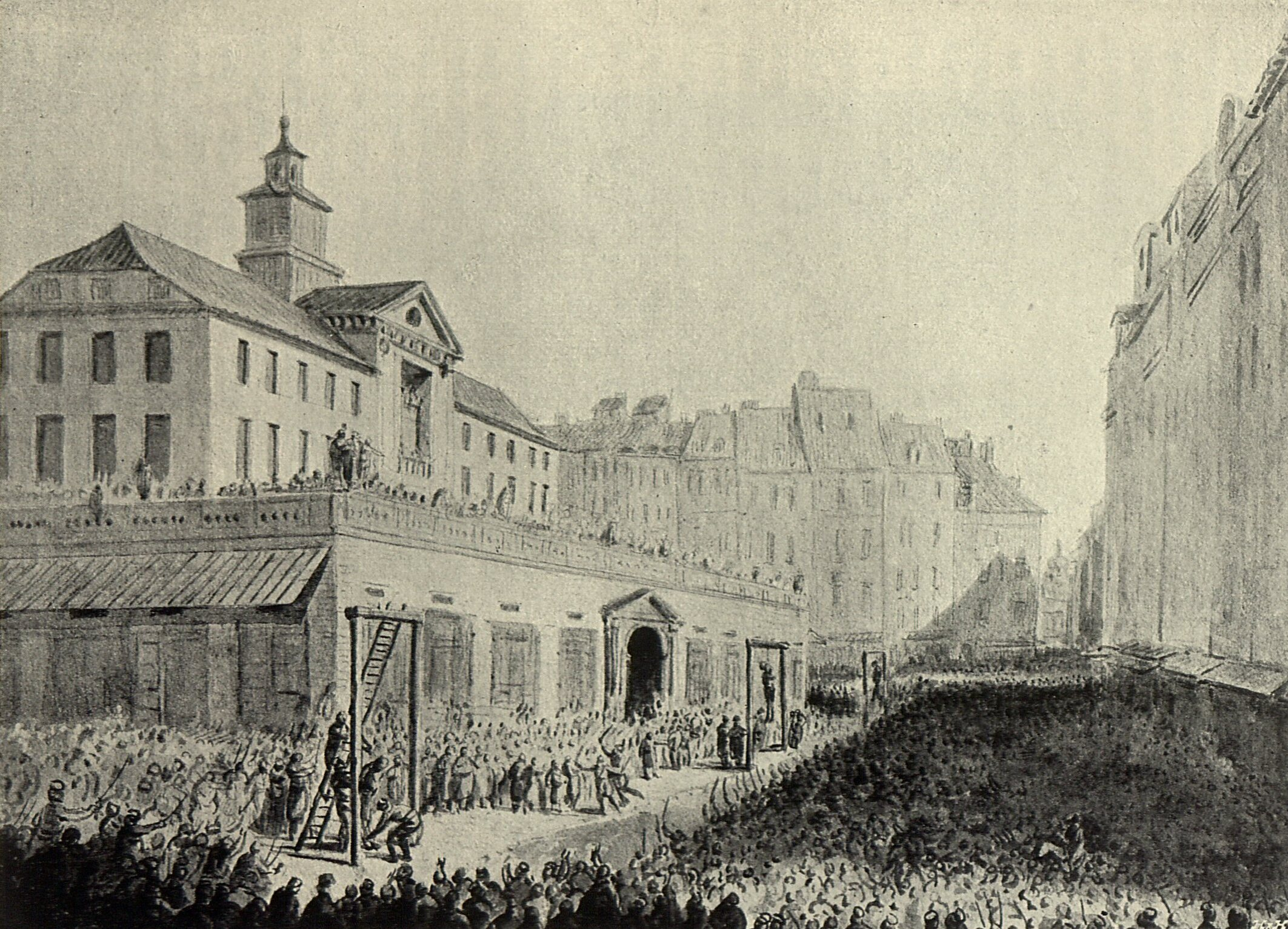
绞死卖国贼，扬·彼得·诺布林绘

彼得·奥扎罗夫斯基（波蘭語：Piotr Ożarowski，1725年—1794年5月9日）是一位波兰贵族（施拉赤塔），政治人物和军事指挥官。是声名狼藉的塔戈维查联盟成员，官至王冠领地大军事指挥官和沃伊尼茨城主。
他虽为早期的国王斯坦尼斯瓦夫·奥古斯特·波尼亚托夫斯基的支持者，但他不同意波尼亚托夫斯基的大部分自由主义观点，并让亲俄保守派将他赶下台。自1789年起他受聘于俄驻波大使奥托·马格努斯·冯·斯塔科尔伯格。从斯塔科尔伯格那里他得到了来自俄罗斯的年薪（2000杜卡特）。他加入了反对大瑟姆改革（尤其是五三宪法）的塔戈维查联盟。在1792年他成为了华沙卫兵与小波兰师的司令。在格罗德诺瑟姆中，他支持第二次瓜分波兰，并在1793年提名为王冠领地大军事指挥官和华沙司令。他担当起为斯坦尼斯瓦夫·什琴斯内·波托茨基和国王波尼亚托夫斯基传信的作用。
在1794年属于反抗俄罗斯对波兰的控制的科希丘什科起义的华沙起义中，他被起义者俘虏，受到叛国投敌的指控，并被革命法庭处以绞刑的处罚；判决于5月9日在华沙广场执行，当时那里是受到波兰雅各宾派鼓舞的欢呼的人群。与他一起被处以绞刑的，还包括其他塔戈维查联盟与俄罗斯帝国的支持者：约泽夫·安克维奇、主教約澤夫·科薩科夫斯基和指挥官约泽夫·扎别沃。
他的儿子亚当·奥扎罗夫斯基在俄军服役。